# Province de Mamoré
La province de Mamoré est une des 8 provinces du département du Beni, en Bolivie. Son chef-lieu est la ville de San Joaquín.
La province est située au nord-est du département et tire son nom du río Mamoré, cours d'eau qui forme sa frontière ouest avec la province de Yacuma. Sa superficie est de 18 076 km2, soit l'une des plus grandes provinces au niveau national, et sa population est de 12 817 personnes en 2012, faisant de la province l'une des moins denses au niveau national avec 0,69 habitant au km2. 
La province de Mamoré est constituée de trois municipalités, soit San Joaquín, le chef-lieu, San Ramón, la ville la plus peuplée et Puerto Siles.

## Galerie

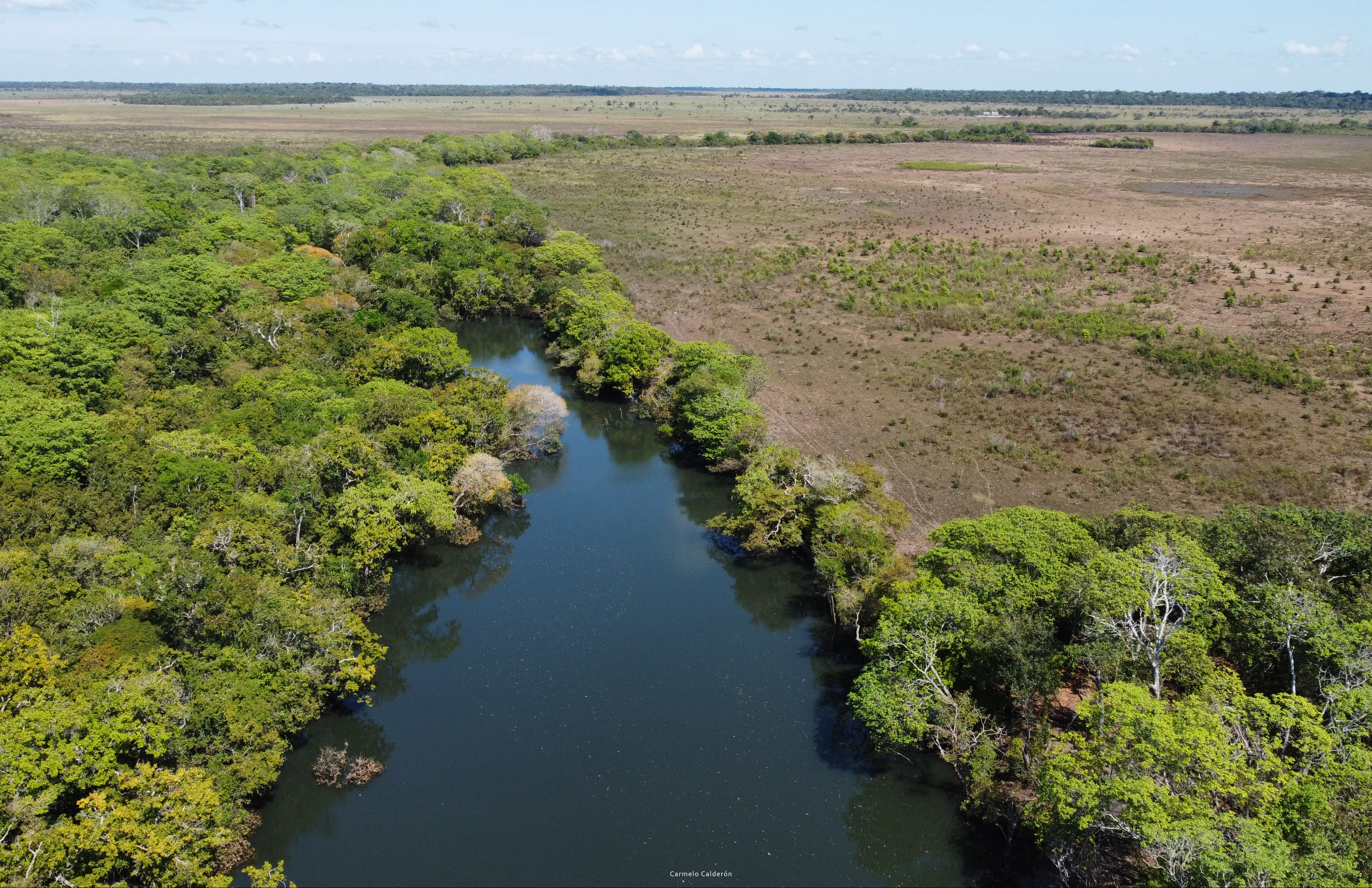
Vue du río Azul, séparant les municipalités de San Joaquín et de Puerto Siles.
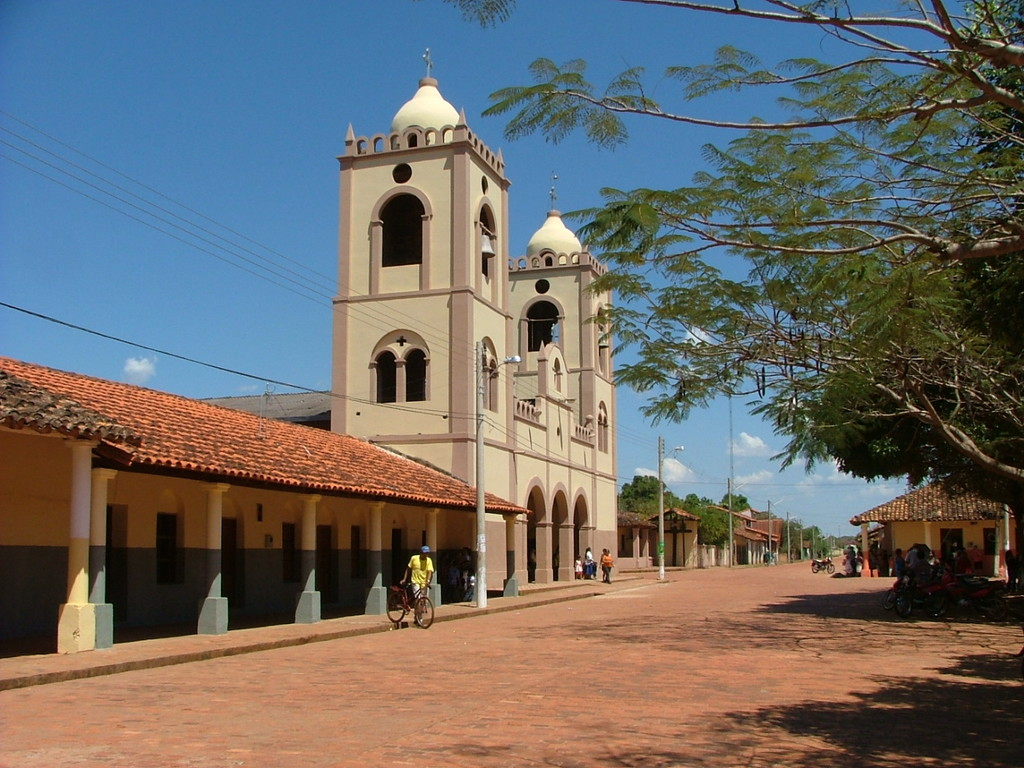
Église de San Joaquín.